# Staleochlora fruhstorferi
Staleochlora fruhstorferi är en insektsart som först beskrevs av Bolívar, I. 1890.  Staleochlora fruhstorferi ingår i släktet Staleochlora och familjen Romaleidae. Inga underarter finns listade i Catalogue of Life.